# دانيال جاكسون
دانيال جاكسون (بالإنجليزية: Daniel Jackson)‏ هو لاعب كرة سلة أسترالي، ولد في السادس والعشرين من إبريل عام 1988 في ولونجونج، بأستراليا.
يبلغ طوله ستة أقدام وسبعة؛ أي ما يقارب المترين، فهو مهاجم قوي ، فقد لعب مؤخرا مع فرقة هوكنز في أستراليا، ومع إن بي إل بلاي أوفس.